# Lill-Bandsjön
Lill-Bandsjön är en sjö i Timrå kommun i Medelpad och ingår i Indalsälven-Selångersåns kustområde. Sjön har en area på 0,164 kvadratkilometer och ligger 101,3 meter över havet. Sjön avvattnas av vattendraget Märlobäcken. Vid provfiske har abborre, gers, gädda och mört fångats i sjön.

## Delavrinningsområde
Lill-Bandsjön ingår i det delavrinningsområde (693032-157375) som SMHI kallar för Utloppet av Hamstasjön. Medelhöjden är 116 meter över havet och ytan är 18,5 kvadratkilometer. Det finns inga avrinningsområden uppströms utan avrinningsområdet är högsta punkten. Avrinningsområdets utflöde Märlobäcken mynnar i havet. Avrinningsområdet består mestadels av skog (68 procent) och jordbruk (11 procent). Avrinningsområdet har 0,72 kvadratkilometer vattenytor vilket ger det en sjöprocent på 3,9 procent. Bebyggelsen i området täcker en yta av 0,68 kvadratkilometer eller 4 procent av avrinningsområdet.